# Ruth Winder
Ruth Joyce Winder (Keighley, Reino Unido, 9 de julio de 1993) es una ciclista estadounidense que compite con el equipo Human Powered Health.
En julio de 2021 anunció su retirada como profesional a final de temporada. Estuvo dos años compitiendo en pruebas de grava y montaña y en 2024 regresó a la ruta.

## Palmarés
2017
- Joe Martin Stage Race, más 3 etapas
- 3.ª en el Campeonato de Estados Unidos en Ruta
- Tour Femenino-Gran Premio Suiza Bohemia, más 2 etapas

2018
- 1 etapa del Giro de Italia Femenino
- 2 etapas del Tour Cycliste Féminin International de l'Ardèche

2019
- 1 etapa de la Setmana Ciclista Valenciana
- Campeonato de Estados Unidos en Ruta
- 1 etapa del Lotto Belgium Tour

2020
- Santos Women's Tour, más 1 etapa

2021
- Flecha Brabanzona
- 1 etapa del Tour Cycliste Féminin International de l'Ardèche

2024
- 2.ª en el Campeonato de Estados Unidos en Ruta
- Tour de Turingia femenino

2025
- Campeonato Panamericano Contrarreloj

## Equipos
- UnitedHealthcare (2014-2015 y 2017)
- Team Sunweb (2018)
- Trek-Segafredo Women[3] (2019-2021)
- Human Powered Health (2024-)